# Huslenky
Huslenky è un comune della Repubblica Ceca facente parte del distretto di Vsetín, nella regione di Zlín.